# Grupa warowna Aubin-Neufchâteau

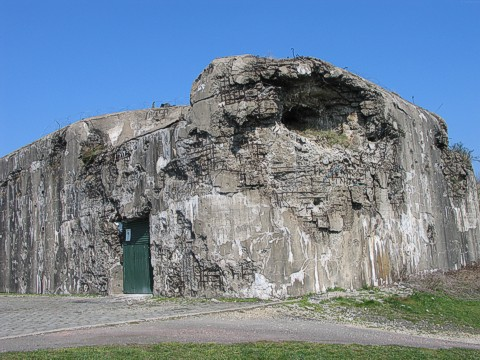

Grupa warowna Aubin-Neufchâteau – belgijska grupa warowna, wzniesiona w okresie międzywojennym wraz z trzema innymi podobnymi grupami do obrony przedpól miasta Liège i znajdującej się tam twierdzy.
Grupa składała się z dziewięciu bloków połączonych poternami. Cztery bloki, tworzące zasadniczą część bojową znajdowały się w obrębie fosy przeciwpancernej o regularnym narysie trójkąta, której broniły dwa bloki o charakterze kaponier. Trzy bloki znajdowały się poza obrębem fosy, na zapleczu fortu; dwa z nich pełniły rolę wejść do grupy. Umocnienie wyposażone było w główny, podziemny kompleks magazynowo-koszarowy oraz mniejsze magazyny bezpośrednio pod częścią bojową. Załogę grupy stanowiło 526 ludzi.
Grupa warowna wyposażona była w cztery działa 75 mm w dwóch podwójnych wieżach pancernych, moździerze, działa przeciwpancerne i karabiny maszynowe.
W 1940 roku wojsko belgijskie broniło grupy przed Niemcami. Szczególnie ciężkie walki toczyły się tutaj w dniach 20-21 maja. Ostatecznie Aubin-Neufchâteau skapitulowała 21 maja po wyczerpaniu możliwości obrony.